# Lion Air-vlucht 904
Lion Air-vlucht 904 (JT 904) was een binnenlandse passagiersvlucht, die neerstortte tijdens de landing op de internationale luchthaven Ngurah Rai in Bali, Indonesië. Alle 101 passagiers en 7 bemanningsleden aan boord overleefden het ongeluk.
Het betrokken toestel was een Boeing 737-800, met de registratie PK-LKS. Het toestel werd geëxploiteerd door Lion Air en vloog tussen de internationale luchthaven Husein Sastranegara in Bandung, Indonesië en Ngurah Rai International Airport, Bali . 
Op 13 april 2013 om 15:10 lokale tijd (07:10 UTC), crashte het vliegtuig in de ondiepe zee, ongeveer 0,6 nautische mijlen (1.1 km) van de landingsbaan 09, tijdens een poging om te landen. De romp van het vliegtuig brak in twee delen. Totaal raakten 46 mensen gewond bij het ongeval, waarbij 4 ernstig. 

## Onderzoek
Voorlopig onderzoek heeft uitgewezen dat de oorzaak waarschijnlijk komt door een fout van de bemanning. Er zijn geen technische mankementen naar voren gekomen. Verder bleek dat de copiloot – die bij het aanvliegen de bestuurder van het toestel was – geen zicht had op de landingsbaan. Hij had de besturing van het vliegtuig daarom overdragen aan de gezagvoerder.

## Nationaliteiten van de passagiers en bemanning
| Nationaliteit | Passagiers | Bemanning | Totaal |
| ------------- | ---------- | --------- | ------ |
| Indonesisch   | 97         | 6         | 103    |
| Singaporees   | 2          | 0         | 2      |
| Belgisch      | 1          | 0         | 1      |
| Frans         | 1          | 0         | 1      |
| Indiaas       | 0          | 1         | 1      |
| Totaal        | 101        | 7         | 108    |